# پادشاهی ایتالیا (امپراتوری مقدس روم)
پادشاهی ایتالیا (لاتین: Regnum Italiae: Regnum Italiae
یا Regnum Italicum ; ایتالیایی: Regno d'Italia: Regno d'Italia
; آلمانی: Königreich Italien: Königreich Italien
، همچنین به نام امپراتوری ایتالیا (ایتالیایی: Italia Imperiale: Italia Imperiale، یکی از پادشاهی‌های تشکیل دهنده امپراتوری مقدس روم همراه پادشاهی‌های آلمان، بوهم و بورگوندی بود. در ابتدا بیشتر شمال و مرکز ایتالیا را در بر می‌گرفت اما بخش‌های شرقی خود را بعدها در درگیری با ونیز و ایالات پاپی از دست داد. پایتخت اصلی آن تا قرن یازدهم پاویا بود.

## پیشینه
در سال ۷۷۳، شارلمانی، پادشاه فرانک‌ها، از آلپ عبور کرد تا به پادشاهی لومباردها که تمام ایتالیا به جز دوک‌نشین رم، جمهوری ونیز و متصرفات بیزانس در جنوب را در بر می‌گرفت، حمله کند. در ژوئن ۷۷۴، پادشاهی لومباردی از هم فروپاشید و فرانک‌ها بر شمال ایتالیا مسلط شدند. اما مناطق جنوبی تحت کنترل لمباردها باقی ماندند، زیرا دوک‌نشین بنونتو به شاهزاده‌نشین نسبتاً مستقل بنونتو تغییر یافت. شارلمانی خود را پادشاه لومباردها نامید و در سال ۸۰۰ در رم تاجگذاری کرد. اعضای دودمان کارولنژی تا زمان برکناری شارل سوم، پادشاه فرانک خاوری در سال ۸۸۷ به حکمرانی بر ایتالیا ادامه دادند و پس از آن یک بار برای مدت کوتاهی در ۸۹۴–۸۹۶، دوباره تاج و تخت را به دست آوردند. تا سال ۹۶۱، حکومت ایتالیا به‌طور مداوم توسط چندین خانواده اشرافی از داخل و خارج از پادشاهی مورد مناقشه قرار گرفت.
در سال ۹۶۱، اتو یکم، پادشاه آلمان، که قبلاً با ملکه آدلاید ایتالیا ازدواج کرده بود، به این پادشاهی حمله کرد و در ۲۵ دسامبر در پاویا تاجگذاری کرد. او به سمت رم پیشروی کرد، جایی که خود را در ۷ فوریه ۹۶۲ به عنوان امپراتور تاج گذاری کرد. اتحاد پادشاهی‌های ایتالیا و آلمان با تاج‌های به اصطلاح پادشاه رومیان تثبیت شد. بورگوندی در سال ۱۰۳۲ به این اتحادیه اضافه شد و در قرن دوازدهم اصطلاح «امپراتوری مقدس روم» برای توصیف آن مورد استفاده قرار گرفت. از سال ۹۶۱ به بعد، امپراتور معمولاً پادشاه ایتالیا و آلمان نیز بود، اگرچه امپراتورها گاهی وارثان خود را برای حکومت در ایتالیا منصوب می‌کردند و گاه اسقف‌ها و اشراف ایتالیایی، پادشاهی را برای خود در مخالفت با آلمان انتخاب می‌کردند. غیبت پادشاه ایتالیا منجر به ناپدید شدن سریع یک دولت مرکزی در قرون وسطی شد، اما این ایده که ایتالیا یک پادشاهی در داخل امپراتوری است باقی ماند و امپراتورها اغلب در پی تحمیل اراده خود بر دولت‌شهرهای ایتالیایی در حال تکامل بودند. جنگ‌های حاصله بین گوئلف‌ها و گیبلین‌ها، به ترتیب جناح‌های ضد امپریالیست و امپریالیست، ویژگی سیاست ایتالیا در قرن‌های ۱۲ تا ۱۴ بود. اتحادیه لومبارد مشهورترین نمونه این وضعیت بود. اگرچه یک جنبش جدایی‌طلب اعلام نشده بود، اما آشکارا ادعای قدرت امپراتور را به چالش کشید.
قرن بین تحقیر کانوسا (۱۰۷۷) و معاهده ونیز در ۱۱۷۷ منجر به تشکیل دولت‌های شهری مستقل از امپراتور آلمان شد. مجموعه‌ای از جنگ‌ها در لمباردی از ۱۴۲۳ تا ۱۴۵۴ تعداد ایالات رقیب در ایتالیا را کاهش داد. چهل سال بعد در ایتالیا نسبتاً آرام بود، اما در سال ۱۴۹۴ شبه جزیره توسط فرانسه مورد حمله قرار گرفت.
پس از اصلاحات امپراتوری ۱۴۹۵–۱۵۱۲، پادشاهی ایتالیا با سرزمین‌های محاصره نشده در جنوب آلپ مطابقت داشت. از نظر حقوقی، امپراتور به آنها به عنوان پادشاه و ارباب اسمی حکومت داشت، اما «حکومت» پادشاهی متشکل از نمایندگانی بود که امپراتور به نمایندگی از خودش و فرماندارانی که برای حکومت بر ایالت‌های ایتالیایی خود منصوب می‌کرد.
حکمرانی هابسبورگ‌ها در چندین بخش ایتالیا به اشکال مختلف ادامه یافت، اما با لشکرکشی‌های انقلابیون فرانسوی در سال‌های ۱۷۹۲–۱۷۹۷، زمانی که یک سری جمهوری‌های خواهر با حمایت محلی ناپلئون بناپارت تأسیس شد و سپس در جمهوری ایتالیا متحد شدند، پایان یافت. تحت ریاست جمهوری او در سال ۱۸۰۵ جمهوری در اتحاد شخصی با فرانسه به پادشاهی جدید ایتالیا تبدیل شد.